# 삼흥학교
삼흥학교(三興學校)는 1906년경 안중근이 평안남도 진남포에 세운 학교이다. 

## 배경
안중근은 1905년 강제 체결된 을사늑약(乙巳勒約)을 개탄하고 어떻게든 나라를 구해야 겠다는 일념으로 1906년 3월, 가족을 이끌고 황해도 신천의 청계동을 떠나 평안남도 진남
로 이주하셨다. 부친의 유지를 받들어 국권이 회복될 때까지 육영사업을 통해 인재를 양성하기로 결심했기 때문이다

## 삼흥학교 설립
안중근은 진남포에서 삼흥학교를 세우고 구국영재를 양성하는 데 힘쓰는 한편, 안창호(安昌浩), 이준(李儁)등 저명한 애국지사들을 초청하여 강연회를 개최하는 등 인재양성에 전력을 투구했다. 당시<대한매일신보>에는 안중근 3형제가 삼흥학교를 설립하여 번영하고 있음을 보도하였고, 일제측 의 자료에도 안중근이 진남포에서 삼흥학교를 설립하였음을 여러 차례 확인하였다.

## 다른 교육사업
안중근은 그해 4월, 진남포 천주교 본당에서 운영하던 돈의학교(敦義學校)도 인수하여 교장으로 취임하고, 구국영재 교육기관으로 면목을 일신시켰다.
안중근이 이보다 앞서 한국 천주교 책임자였던 뮈텔주교에게 '대학교 설립'을 제안한 것을 고려하면 그가 2개의 학교를 자체적으로 설립한 것은 당연한 것이다.
안중근이 설립한 삼흥학교와 돈의학교는 명문학교로 번창하였으며, 교사를 새로 짓고 교원을 증원하였으며, 교련 시에는 목총과 나팔 그리고 북을 사용하면서 군대식으로 훈련을 실시하였다고 한다. 안중근이 세운 학교들은 크게 발전하고 신 교육구국운동에 상당한 성과를 내었다는 사실은 이듬해 가을 진남포에서 평안남.북도와 황해도 3도의 공사립학교 연합수능대회가 개최되어 60여 학교에서 약 5,000여명이 한 자리에 모여서 학과 연합경기가 벌어졌는데, 이 때 돈의학교가 단연 제 1위의 압도적 성적을 낸 것에서도 이를 알 수 있다.

## 교육 재정 확보 노력
한편 안중근은 이 무렵 평양에서 '삼합의 (三合義)'라는 3인 합자의 석탄개발회사를 설립 학교재정을 도웁고자 하였으나 일본인의 방해로 손해를 보고 그만 두었다.